# Stazione di Roma San Filippo Neri
La stazione di Roma San Filippo Neri è la fermata ferroviaria a servizio dell'omonimo ospedale della città di Roma e delle zone limitrofe. La fermata è ubicata lungo la ferrovia Roma - Capranica - Viterbo ed è servita dalla linea regionale FL3.

## Storia
La fermata venne aperta il 27 dicembre 1970, prolungandovi contemporaneamente il servizio ferroviario urbano, fino ad allora attestato alla stazione di Roma Monte Mario.

## Strutture e impianti
La fermata dispone di un fabbricato viaggiatori completamente rinnovato in occasione del Giubileo del 2000, che ospita le banchine coperte e la biglietteria automatica.
È dotata di due binari passanti utilizzati per il servizio viaggiatori.
Dal 2021 all'esterno della stazione è presente un murale dipinto in memoria di Luciano Quaglieri, infermiere dell'ospedale morto a causa del COVID-19 ed eletto a simbolo degli operatori sanitari caduti sul lavoro durante la pandemia.

## Movimento
Vi fermano tutti i treni regionali per Bracciano, Cesano, Roma e Viterbo. La tipica offerta nelle ore di morbida dei giorni lavorativi è di un treno ogni 15 minuti per Roma Ostiense e Cesano, un treno ogni 30 minuti per Bracciano e un treno ogni ora per Viterbo.

## Servizi
La fermata dispone di:
- Biglietteria automatica

## Interscambi
- Fermata autobus ATAC